# Jerónimo Gil
Jerónimo Javier Gil Manzanares (Carúpano, Sucre, 8 de junio de 1973) es un actor venezolano conocido por su papel de Abel Méndez en Mi prima Ciela, y en el papel de Franklin Carreño en Mi gorda bella.
Empezó como actor al hacer un casting de RCTV en 1998.

## Vida privada
Es padre de dos hijos. Fue pareja de la actriz venezolana Flavia Gleske. Igualmente tuvo una relación con la actriz Roxana Díaz, y la modelo Flory Díez.

## Polémicas
Gil encabeza actos de violencia desde el año 2012. Fue denunciado por violencia doméstica, luego de destrozar el automóvil y apartamento a su entonces pareja, Flavia Gleske.
En el año 2016, fue arrestado por oficiales de PoliChacao por causar daños a barreras de seguridad en el CCCT luego de manejar bajo los efectos del alcohol. Gil se encontraba bajo régimen de presentación debido a una denuncia por Violencia de Género en el Juzgado Primero de Control del estado Miranda, desde el 12 de agosto de 2014.
También había sido denunciado por estafa en el año 2019 luego de vender un automóvil en mal estado.
El 2 de enero del 2023, el Ministerio Público designó a la Fiscalía 38 Nacional para investigar hechos de violencia protagonizados por el actor venezolano Jerónimo Gil en contra del personal de seguridad de un local en El Rosal. Según información difundida en las redes sociales, el incidente se produjo en el local ECO Caracas, en el que se ve a Gil con una actitud violenta luego de ser expulsado de la discoteca tras tener acciones irrespetuosas contra una mujer.
A través de un video que circula por las redes sociales se observa que el actor y empresario venezolano reclama de forma agresiva para ingresar de nuevo al restaurante. "Gasté cinco mil dólares ahí (…), ¿me vas a sacar a mí?", gritó a los vigilantes del lugar. Luego de abordar su camioneta para retirarse del lugar, saco un arma de fuego por la ventanilla y disparo al aire, sembrando el terror entre transeúntes y el personal de seguridad e iniciando su huida rápidamente del lugar.
El 10 de enero fue detenido por los cargos de descarga de arma, porte ilícito, lesiones y estafa.

## Trayectoria

### Telenovelas
- 2015-2016 - Amor secreto - Edgar Ventura
- 2014 - La virgen de la calle - Salvador
- 2012 - Nacer contigo - Caín Bermúdez
- 2010-2011 - La mujer perfecta - Betulio "Beto" Pimentel
- 2010 - Condesa por amor - Fernando Paz-Soldán
- 2010 - Un esposo para Estela - (invitado especial)
- 2009 - Los misterios del amor - Edwin Santeliz
- 2007 - Mi prima Ciela - Abel Méndez
- 2006 - Por todo lo alto - Alcides Urquiaga
- 2004 - ¡Qué buena se puso Lola! - Jorge Benavides Avellaneda
- 2002-2003 - Mi gorda bella - Franklin Carreño
- 2001-2002 - A calzón quita'o - Paulino Almeida
- 2001 - Carissima - Héctor Coronel
- 2000 - Angélica Pecado - (participación especial)
- 2000 - Mis 3 hermanas - Dr. Gustavo Martínez
- 1999 - Mujer secreta - Danilo Bejarano
- 1998 - Hoy te vi - Johnny Fuentes